# 久保隼
久保 隼（くぼ しゅん、1990年4月8日 - ）は、日本の元プロボクサー。元WBA世界スーパーバンタム級レギュラー王者。京都府京都市出身。京都府初の世界王者。真正ボクシングジム所属。

## 来歴
元アマチュア選手だった父の影響でボクシングを始め、南京都高校3年時に主将を務め全国高校総体フェザー級で準優勝。高校の先輩である村田諒太の勧めで東洋大学に進学。教員を目指していたが、教員免許を取得できず3年でボクシング部を退部した。
卒業後、元WBC世界フライ級王者のマルコム・ツニャカオに誘われ真正ジムでプロ転向。
2013年5月17日、神戸市立中央体育館でヨドソン・カムノイとフェザー級6回戦を行い、２回55秒TKO勝ちを収めデビュー戦を白星で飾った。
2013年11月29日、神戸市立中央体育館でモニコ・ローレンテとスーパーバンタム級8回戦を行い、8回3-0の判定勝ちを収めた。
2014年8月22日、神戸市立中央体育館で行われた「REAL SPRITS vol38」でレンレン・パセグナヒンとスーパーバンタム級8回戦を行い、4回2分37秒TKO勝ちを収めた。
2014年12月19日、神戸市立中央体育館で行われた「リアルスピリッツVOL40」でWBC世界バンタム級11位のルイス・メイとスーパーバンタム級8回戦を行い、8回3-0（77-72、76-72×2）の判定勝ちを収めた。
2015年5月9日、神戸市立中央体育館で本田正二郎とフェザー級8回戦を行い、7回1分1秒TKO勝ちを収めた。
2015年8月28日、神戸市立中央体育館で行われた「リアルスピリッツ×ザ・ヒート」でジャカラートレック・ソーワンゲーとスーパーバンタム級8回戦を行い、初回54秒KO勝ちを収めた。
2015年12月26日、神戸市立中央体育館で和氣慎吾の王座返上に伴いOPBF東洋太平洋スーパーバンタム級4位のロイド・ハルデリザとOPBF東洋太平洋同級王座決定戦を行い、5回1分19秒KO勝ちを収め王座獲得に成功した。
2016年5月16日、神戸市立中央体育館でOPBF東洋太平洋スーパーバンタム級6位のベンジー・スガノブとOPBF東洋太平洋同級タイトルマッチを行い、12回3-0（115-113、115-112、117-113）の判定勝ちを収めOPBF王座の初防衛に成功した。
2016年11月11日、神戸市立中央体育館でOPBF東洋太平洋スーパーバンタム級4位の林ジヌクとOPBF東洋太平洋同級タイトルマッチを行い、4回2分56秒TKO勝ちを収めOPBF王座の2度目の防衛に成功した。
2017年2月10日、WBA世界スーパーバンタム級王座に挑戦する為にOPBF東洋太平洋同級王座を返上した。
2017年3月17日、WBAは久保をWBA世界スーパーバンタム級8位にランクインした。
2017年4月9日、大阪府立体育会館でWBA世界スーパーバンタム級レギュラー王者のネオマール・セルメニョとWBA世界同級タイトルマッチを行い、11回5秒TKO勝ちを収め王座獲得に成功した。
2017年5月1日、神戸市より「神戸市スポーツ特別賞」を受賞し、久元喜造神戸市長より表彰された。
2017年9月3日、島津アリーナ京都でWBA世界スーパーバンタム級2位のダニエル・ローマンとWBA世界同級タイトルマッチを行うも、プロ初黒星となる9回1分21秒TKO負けを喫し初防衛に失敗、王座から陥落した。
2018年4月28日、神戸市立中央体育館で大沢宏晋とフェザー級10回戦で戦い、10回2-1（97-95、96-93、94-95）の判定勝ちを収め再起戦を飾った。
2019年5月26日、中国撫州市でWBA世界フェザー級レギュラー王者徐燦とWBA世界同級タイトルマッチを行うも、6回1分16秒TKO負けを喫し2階級制覇に失敗した。
2020年9月26日、神戸市立中央体育館で五十嵐嵩視と対戦し、8回3-0（78-74、79-73×2）で判定勝ちを収めた。
2021年3月28日、神戸市立中央体育館で佐伯瑠壱斗と対戦し、3回2分59秒TKO勝ちを収めた。
2022年4月12日、後楽園ホールで元日本フェザー級王者の佐川遼と対戦し、3回1分3秒KO負けした。
2022年6月25日、引退表明。

## 戦績
- プロボクシング：18戦15勝3敗（10KO）

| 戦           | 日付           | 勝敗 | 時間     | 内容    | 対戦相手                             | 国籍           | 備考                                       |
| ------------ | -------------- | ---- | -------- | ------- | ------------------------------------ | -------------- | ------------------------------------------ |
| 1            | 2013年5月17日  | 勝利 | 1R 0:24  | KO      | ヨドソン・カムノイ                   | タイ           | プロデビュー戦                             |
| 2            | 2013年9月1日   | 勝利 | 1R終了   | TKO     | ペッチクランナム・ソービセットキット | タイ           |                                            |
| 3            | 2013年11月29日 | 勝利 | 8R       | 判定3-0 | モニコ・ラウレンテ                   | フィリピン     |                                            |
| 4            | 2014年4月4日   | 勝利 | 4R 2:18  | KO      | ノーンディア・ソーバンカル           | タイ           |                                            |
| 5            | 2014年8月22日  | 勝利 | 4R 2:37  | TKO     | レンレン・パセグナヒン               | フィリピン     |                                            |
| 6            | 2014年12月19日 | 勝利 | 8R       | 判定3-0 | ルイス・メイ                         | メキシコ       |                                            |
| 7            | 2015年5月9日   | 勝利 | 7R 1:01  | TKO     | 本田正二郎（10COUNT）                | 日本           |                                            |
| 8            | 2015年8月28日  | 勝利 | 1R 0:54  | KO      | ジャカラートレック・ソーワンゲー     | タイ           |                                            |
| 9            | 2015年12月26日 | 勝利 | 5R 1:19  | KO      | ロイド・ハルデリザ                   | フィリピン     | OPBF東洋太平洋スーパーバンタム級王座決定戦 |
| 10           | 2016年5月16日  | 勝利 | 12R      | 判定3-0 | ベンジー・スガノブ                   | フィリピン     | OPBF防衛1                                  |
| 11           | 2016年11月11日 | 勝利 | 4R 2:56  | TKO     | 林ジヌク                             | 韓国           | OPBF防衛2                                  |
| 12           | 2017年4月9日   | 勝利 | 11R 0:05 | TKO     | ネオマール・セルメニョ               | ベネズエラ     | WBA世界スーパーバンタム級タイトルマッチ    |
| 13           | 2017年9月3日   | 敗北 | 9R 1:21  | TKO     | ダニエル・ローマン                   | アメリカ合衆国 | WBA陥落                                    |
| 14           | 2018年4月28日  | 勝利 | 10R      | 判定2-1 | 大沢宏晋 （ロマンサ）                | 日本           |                                            |
| 15           | 2019年5月26日  | 敗北 | 6R 1:16  | TKO     | 徐燦                                 | 中国           | WBA世界フェザー級タイトルマッチ            |
| 16           | 2020年9月26日  | 勝利 | 8R       | 判定3-0 | 五十嵐嵩視（ロマンサ）               | 日本           |                                            |
| 17           | 2021年3月28日  | 勝利 | 3R 2:59  | TKO     | 佐伯瑠壱斗（岐阜ヨコゼキ）           | 日本           |                                            |
| 18           | 2022年4月12日  | 敗北 | 3R 1:03  | KO      | 佐川遼（三迫）                       | 日本           |                                            |
| テンプレート |                |      |          |         |                                      |                |                                            |

## 獲得タイトル
- 第42代OPBF東洋太平洋スーパーバンタム級王座（防衛2=返上）
- WBA世界スーパーバンタム級レギュラー王座（防衛0）